# 蒙彼利埃南法站
蒙彼利埃南法站是法国的一个铁路车站，位于法国南部城市蒙彼利埃。
该站建成于2018年7月7日，是法国唯一一座于2018年投入使用的高速铁路车站，也是整个法国的第19个高铁车站（法語：Gare TGV）。
不同于另外18个法国高铁站，蒙彼利埃南法站所处的尼姆－蒙彼利埃联络线也可行驶过境普速列车及货运列车，因此该站也是法国唯一一座可在正线上行驶及停靠普速列车，并兼办货运铁路的高铁站。

## 位置
蒙彼利埃南法站位于蒙彼利埃市区的东南部，尼姆－蒙彼利埃联络线81.678公里处，靠近法国国家A9号高速公路。车站大致呈东北-西南走向，主站房横跨于铁路线上，南北两侧均有出入口，并设有无障碍设施。

## 名称
蒙彼利埃南法站的工程名为"蒙彼利埃莫热尔站"（法語：Gare de Montpellier-Mogère），因地处莫热尔街区而得名。
此外，因蒙彼利埃南法站靠近奥迪逊商业区（法語：Odysseum），因此有时又名"蒙彼利埃-奥迪逊站"。

## 站房
蒙彼利埃南法站的主站房由法国建筑家马克·明拉姆主持设计，为一个流线型的现代化的建筑，横跨于铁路线上方。

## 历史
蒙彼利埃南法站于2015年9月30日通过立项，2016年初开始施工，总耗资约1.43亿欧元，于2018年7月7日正式投入运营。而在此前，蒙彼利埃南法站所处的尼姆－蒙彼利埃联络线已于2017年12月10日开通运行。

## 本站可直达城市
| 蒙彼利埃南法站出发可直达的城市                                                                                        |                                 |
| - 为方便阅读，可到达的城市按照城市法语名的首字母顺序排序，粗体字为法国省会城市。 - 中文名称非官方正式翻译，仅供参考。 |                                 |
| 目的地所在大区 | 可以直达的目的地                |
| 法兰西岛 | 戴高乐机场 · 马恩拉瓦雷 · 巴黎  |
| 奥弗涅-罗讷-阿尔卑斯                                                                                                  | 瓦朗斯TGV站                     |
| 新阿基坦 | 阿让 · 波尔多 · 马尔芒德        |
| 奥克西塔尼 | 阿格德 · 贝济耶 · 塞特 · 图卢兹 |
| 普罗旺斯-阿尔卑斯-蓝色海岸                                                                                            | 阿尔勒 · 马赛                   |
| 1. |                                 |

## 停靠线路
以下列车线路在蒙彼利埃南法站停靠：
| 蒙彼利埃南法站列车线路表       |            |             |             |                 |
| 线路                           | 车种       | 上一站      | 下一站      | 大致运行频率    |
| 巴黎→贝济耶                    | TGV        | 瓦朗斯TGV   | 阿格德      | 每天1班（单向） |
| 蒙彼利埃南法→巴黎              | TGV        | （起点）    | 瓦朗斯TGV   | 每天1班（单向） |
| 戴高乐机场2航站楼—蒙彼利埃南法 | Ouigo      | 瓦朗斯TGV   | （终点）    | 每天1趟         |
| 马赛—波尔多                    | INTERCITÉS | 马赛/阿尔勒 | 塞特/图卢兹 | 每天2-3趟       |
| 1. 2.                          |            |             |             |                 |

## 配套交通

### 长途客车
| 停靠蒙彼利埃南法站的大巴车 |                   |                                                                     |
| 上下车地点                 | 运营单位          | 主要线路及目的地                                                    |
| 蒙彼利埃南法站 主站房南侧  | Hérault Transport | 106 卡尔农海滩 · 拉格朗德默特 · 勒格罗迪鲁瓦 120 蒙彼利埃地中海机场 |
| 奥迪逊商业区               | Ouibus            | 波尔多 · 图卢兹 · 马赛 · 尼斯 · 克莱蒙费朗 · 巴黎                   |
| 1. 2.                      |                   |                                                                     |

### 城市公共交通
| 蒙彼利埃南法站附近的市内公共交通线路 |                    |                                                                  |
| 公交车站名称                         | 位置               | 停靠线路                                                         |
| 蒙彼利埃南法火车站                   | 蒙彼利埃南法站南侧 | Navette Gare （车站摆渡车）：蒙彼利埃南法站（） ↔ 法兰西广场（） |
| 康巴塞雷斯                           | 蒙彼利埃南法站北侧 | Navette Gare （车站摆渡车）：蒙彼利埃南法站（） ↔ 法兰西广场（） |

### 社会车辆
蒙彼利埃南法站的南侧站前广场设有露天社会车辆停车场。

### 计划
蒙彼利埃有轨电车1号线将延伸至蒙彼利埃南法站，预计2021年前后投入运营。

## 争议
由于蒙彼利埃南法站相对远离蒙彼利埃市中心（距离蒙彼利埃圣罗克站大约5公里，后者于2014年进行了大规模的翻新），其周边地区尚未大规模开发，而蒙彼利埃本身并非铁路枢纽，致使蒙彼利埃南法站停靠列车数量远不及其它法国高铁站，因此蒙彼利埃南法站建设的必要性受到了公众的质疑。
此外，蒙彼利埃南法站的南侧停车场所处位置较为低洼，存在一定的洪水隐患。

## 临近车站
| 蒙彼利埃南法站（Gare de Montpellier-Sud-de-France） |                      |                        |
| 上行车站                                            | 线路                 | 下行车站               |
| 尼姆-加尔桥站（建筑中） 54.5km ←                    | 尼姆－蒙彼利埃联络线 | 马格隆讷新城站 → 8.3km |
| - 本表仅显示运营中的线路及车站                      |                      |                        |